# Discomyza baechlii
Discomyza baechlii är en tvåvingeart som beskrevs av Tadeusz Zatwarnicki och Wayne N. Mathis 2007. Discomyza baechlii ingår i släktet Discomyza och familjen vattenflugor. Inga underarter finns listade i Catalogue of Life.